# Góry Ojskie
Góry Ojskie (ros.: Ойский хребет, Ojskij chriebiet) – pasmo górskie w azjatyckiej części Rosji, w północnej części łańcucha Sajanu Zachodniego. Rozciąga się na długości ok. 80 km między dolinami Oi i Kazyrsuku. Najwyższy szczyt pasma ma wysokość 2006 m n.p.m. Góry zbudowane są głównie z łupków metamorficznych i granitów. Dominuje rzeźba średniogórska; na zachodzie występują formy polodowcowe. Zbocza pokryte są tajgą modrzewiową, sosnową i jodłową.